# Viola nannae
Viola nannae är en violväxtart som beskrevs av R. E. Fries. Viola nannae ingår i släktet violer, och familjen violväxter. Inga underarter finns listade i Catalogue of Life.